# Willem Boreel
Willem Boreel (Middelburg, 2 maart 1591 - Parijs, 29 september 1668), baron van Vreendijk en Vreenhove, heer van Duynbeke, Westhoven, Steeland en Perenboom, was advocaat van de Verenigde Oostindische Compagnie en ambassadeur in Frankrijk.

## Biografie
Willem Boreel was de zoon van Jacob Boreel (1552-1636) en Maria Gremminck. De familie Boreel heeft haar oorsprong in Gent en de familiegeschiedenis gaat mogelijk terug tot 1300. Zijn grootvader Pieter Boreel (1524-1568), een koopman in vette waren, was in 1567 naar Norwich gevlucht, nadat hij had deelgenomen aan de Beeldenstorm Boreel had geprobeerd om voor drie miljoen gulden bij de hertog van Alva vrijheid van godsdienst te kopen. Nadat Middelburg was overgegaan naar de kant van de Prins keerden de Boreels terug.
Willem Boreel kende met eigen ogen het Midden-Oosten en werd beïnvloed door Cyrillos Loukaris, de patriarch van Constantinopel met calvinistische sympathieën. Boreel reisde in Klein-Azië, Syrië en Palestina, en bracht waardevolle boeken en handschriften mee naar huis. In 1613 vestigt hij zich in Middelburg als meester in de rechten. In 1618 werd hij aangesteld bij de VOC als advocaat. Aangezien de conflicten tussen de Engelse en Nederlandse compagnieën de goede relaties tussen de Staten-Generaal en de Engelse koning Jacobus I dreigden te vergiftigen, sloten de twee compagnieën in 1619 te Londen het Traktaat van Defensie. Door de onderhandelaars Dudley Carleton, Thomas Roe, Boreel en Constantijn Huygens werd bepaald dat de twee compagnieën voortaan in Oost-Azië zouden samenwerken. Voortaan werden de compagnieën geacht hun handelsposten vreedzaam te delen, al werd wel aangegeven dat ieder zijn bestaande posten zou behouden en blijven besturen.
Willem Boreel had belangstelling voor natuurkunde en ontmoette in Londen Cornelis Drebbel die hem een microscoop toonde. Boreel is in 1618 door Jacobus I tot ridder geslagen. Terug in Amsterdam liet hij zich portretteren door Paulus Moreelse. Hij trouwde hij met Jacoba Carel (1607-1657), een koopmansdochter. Het echtpaar kreeg zes kinderen, onder wie Jacob Boreel. Hij werd in 1627 benoemd tot pensionaris van Amsterdam en zou dat blijven tot 1649.

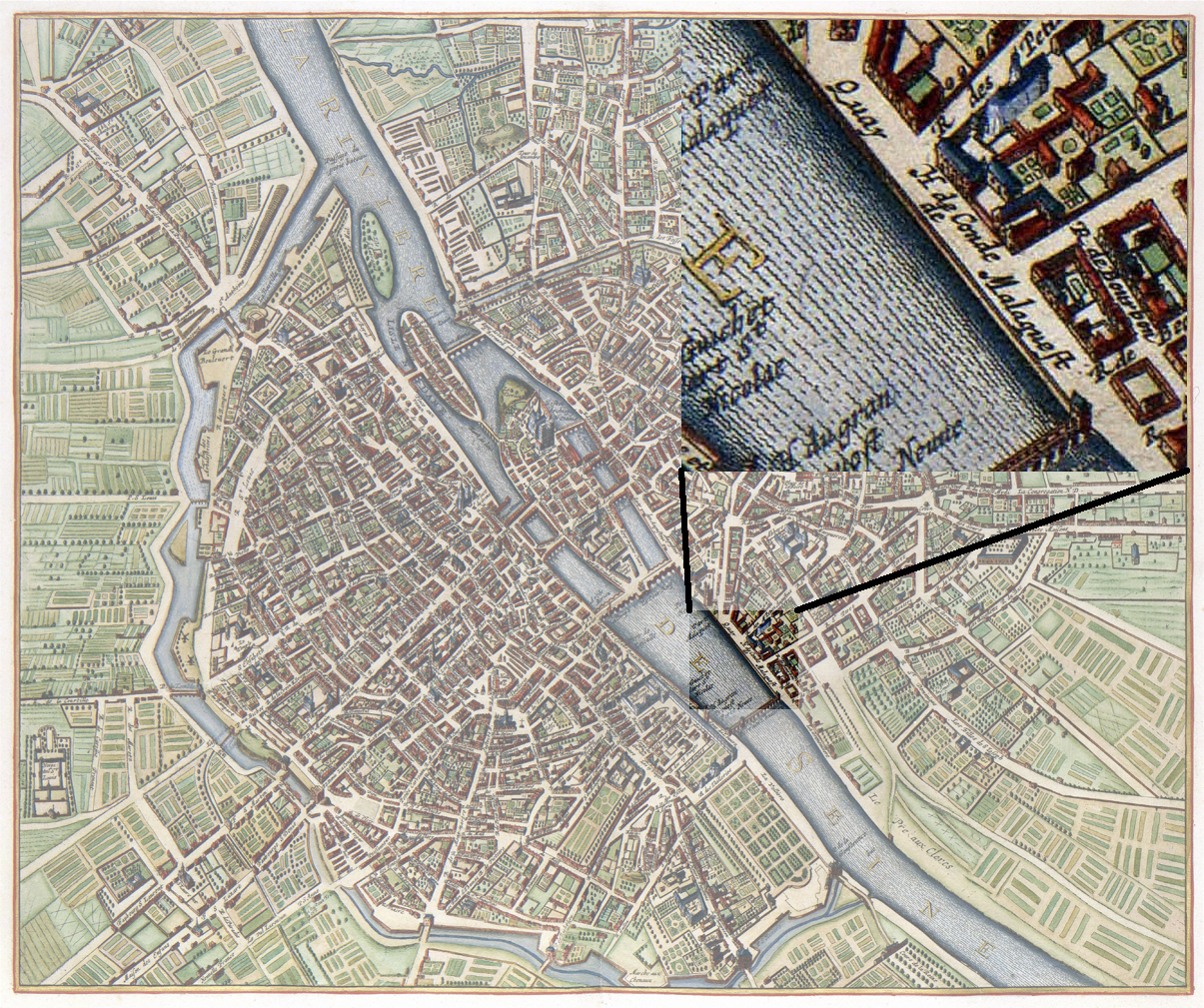
Parijs, Quay de Malaquest in de eerste helft van de 17e eeuw, waar Boreel woonde.

Al in 1630 kreeg hij te maken met de oprichting van een Hortus Botanicus Amsterdam. Boreel was met een tiental Amsterdammers actief in de exploitatie van het Drentse veen. Na 1635 liet hij twee huizen bouwen aan de zuidzijde van de Nieuwe Doelenstraat, naast de Kloveniersdoelen. In 1636 verkocht hij aan zijn zwagers Ranst een hofstede bij Oudshoorn, genaamd Rijnoord. Rond 1636 verleende hij mogelijk de talentvolle schilder Rembrandt en zijn vrouw Saskia van Uylenburg onderdak in een naastgelegen huis. In 1638 was hij sterk betrokken bij de voorbereiding van de komst van Maria de' Medici. In 1639 vertrok hij naar Stade in verband met kerkelijke geschillen in Bremen. In 1640 ging hij naar Zweden om Christina I van Zweden geluk te wensen. In 1643/4 maakte hij opnieuw een ambassade naar Engeland om te bemiddelen tussen de koning en het Parlement. De Engelsen beklaagden zich dat de gezanten zich eerder als belanghebbenden dan als bemiddelaars hadden gedragen. In april 1650 werd Willem Boreel naar de republiek Venetië gestuurd. Hij verkocht opnieuw en pro forma zijn hofstede aan zijn zwagers, Pieter en Hieronimus Ranst en Gillis Valckenier.
In 1650 is hij in Parijs benoemd. In 1653 leende Willem Boreel geld aan Karel II van Engeland (en is na de Restauratie tot pair van Engeland benoemd). In 1657 ontmoette hij Cornelis van Aerssen van Sommelsdijck die met zijn broer een reis naar Spanje maakte. Zij beschreven zijn echtgenote als een echte Amsterdamse, die geen Frans sprak, en de hele dag bezig was met haar hondjes. Boreel woonde aan de Quai Malaquais "op een hoek".
Willem Boreel ligt begraven in de Grote Kerk in Den Haag; zijn lijk werd op kosten van de Staten-Generaal der Nederlanden naar de republiek vervoerd.

## Familie

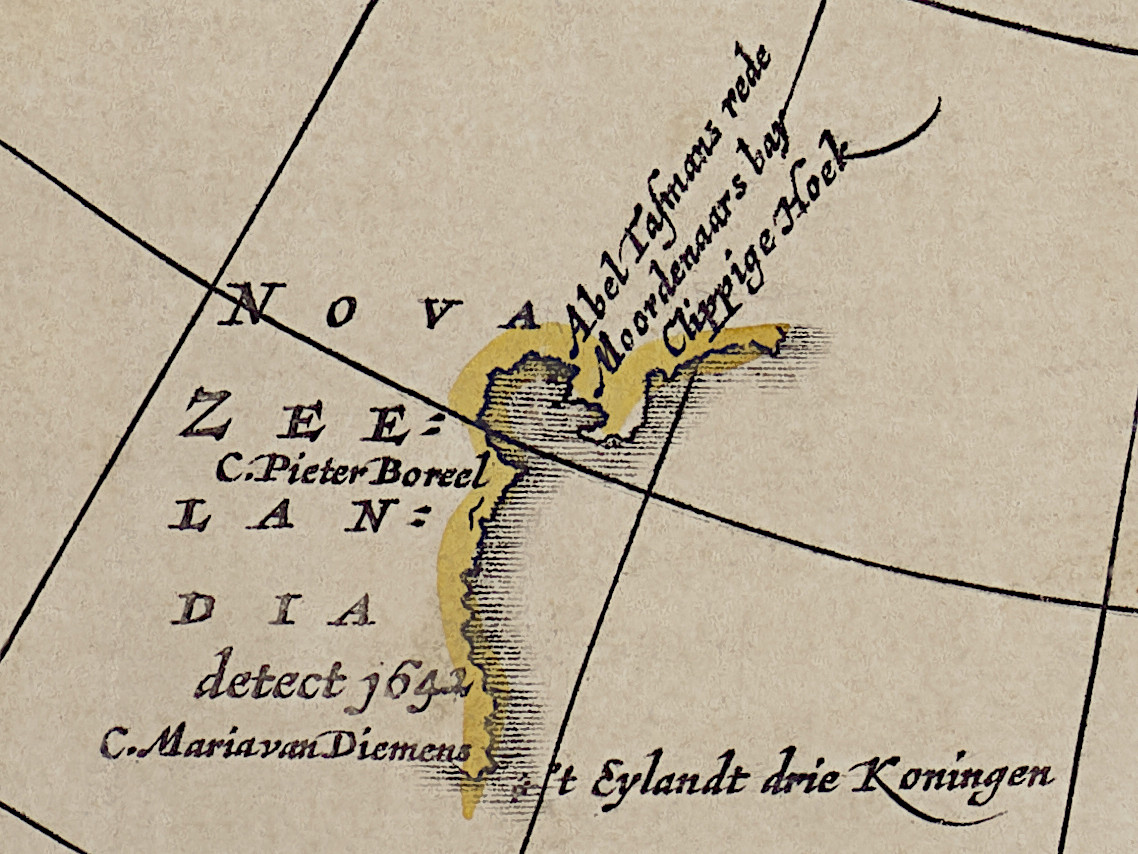
Fragment van een kaart van Jan Janssonius (1666), waarop te zien is dat Abel Tasman de huidige Cape Egmont op het door hem ontdekte Nieuw-Zeeland vernoemde naar Pieter Boreel

- Zijn broer Pieter Boreel was tot 1642 Raad van Indië. Hij vertrok als commissaris naar Nederlands Malakka, en onderhandelde over de uitlevering van Ceylon met de Portugezen; de kust van Malabar en India, Goa, Wingurla, Suratte, Perzië en Coromandel.
- De Collegiant Adam Boreel was een neef; het was de zoon van Jan Boreel (1557-1629).[17]
- Na 1657 waren de Boreels, hun zwagers en andere gegadigden, op zoek naar een testament van de vrijgezel Floris Soop, een andere neef. Soop was een glasfabrikant, dichter, en directeur van de Schouwburg van Van Campen, woonachtig op Kloveniersburgwal met een verzameling van 140 schilderijen.[18] Na acht maanden was nog steeds niets gevonden.[19]